# Juan Carlos Calvo
Juan Carlos Calvo (Montevideo, 26. lipnja 1906. – Montevideo, 12. listopada 1977.)  bio je urugvajski nogometaš, koji je igrao na mjestu napadača. Igrao je za nogometni klub Miramar Misiones i  urugvajsku nogometnu reprezentaciju.
Bio je član urugvajske momčadi koja je na Svjetskom prvenstvu 1930. u Urugvaju osvojila naslov svjetskih prvaka, iako nije odigrao niti jednu utakmicu bio je pričuvni igračprve postave.
Najveći igračkom doprinos dao je svojem jedinom nogometnom klubu Miramar Misiones, za koji je igrao punih 11 godina zaredom. Jedan je od najboljih strijelaca tog kluba u povijesti, iako se ne zna točan broj pogodaka koje je zabio za klub.